# گرت هایدلر
گرت هایدلر (به آلمانی: Gert Heidler) بازیکن فوتبال و مهاجم اهل آلمان شرقی بود که از سال ۱۹۷۵ میلادی عضو تیم ملی فوتبال آلمان شرقی بوده‌است. وی در ۱۲ بازی ملی حضور داشته و در بازی‌های ملی‌اش ۲ گل به ثمر رساند. گرت هایدلر آخرین بازی ملی خود را در سال ۱۹۷۸ میلادی انجام داد.